# David Janszoon Padbrué
Pour les articles homonymes, voir Padbrué et Janszoon.
Œuvres principales
- Psalm-geclanck (1601)

David Janszoon Padbrue, né à Haarlem vers 1553 et inhumé le 19 février 1635, est un compositeur, chanteur et joueur de luth néerlandais.

## Biographie
David était issu d'une famille de musiciens.  Il avait un frère, Thyman Janszoon (vers 1555-1627), employé par la ville comme musicien, comme le fut aussi le fils de celui-ci et neveu de David, le compositeur Cornelis Thymanszoon Padbrué.  Le père de David, Jan Janszoon Padbrué (vers 1520-1582), désigné comme « Jenning de Sangher » (« Jenning le chanteur ») dans des documents historiques, était un contre-ténor de l'église Saint-Bavon de Haarlem.  Dans cette même église, Padbrué était corael ou enfant de chœur.  De 1562 à 1570, il fut attaché à la Capilla Flamenca, la chapelle royale de Madrid.  Le roi Philippe II d'Espagne, qui appréciait énormément ses services, le récompensa sans doute en lui attribuant plusieurs prébendes à Delft, à La Haye et à Haarlem.
Padbrué commença à étudier la littérature à l'université de Leyde en 1580.  Plus tard, on le voit mentionné comme luthiste (luytslager) ; dans son acte de mariage, dressé en 1587, il est appelé maître de musique et luthier.  Quelques mois plus tard, il s'établit à Amsterdam comme marchand de lin (vlascoper).
Un recueil de pièces de luth rassemblées par l'étudiant Thysius de Leyde contient une dizaine d'arrangements de chansons d'un certain M. David, attribués par Noske à David Padbrué ; quoique charmantes, ces compositions sont peu orthodoxes et assez dilettantesques.
En 1601, Padbrué publia le Psalm-geclanck, une harmonisation polyphonique de l'ensemble des 150 psaumes du psautier de Dathenus, écrite dans le style du motet pour un ensemble vocal de quatre à huit voix.  Comme l'Église réformée de la République n'autorisait pas l'exécution polyphonique des psaumes à l'époque, cette mise en musique du psautier calviniste néerlandais était destinée à être jouée en famille.  De cet ouvrage, rien ne subsiste à l'exception d'un livre incomplet de la partie de ténor.

## Ressources

### Sources et bibliographie
- (en) ANDRIESSEN, Pieter.  Padbrué, David Janszoon, The New Grove Dictionary of Music and Musicians, Londres, Macmillan Publishers, vol. 18, 2001  (ISBN 0195170679)  (ISBN 978-01-951-7067-2), p. 869.
- (nl) MAREL (van der), Ary Janszoon.  Cornelis Thymansz. Padbrué en zijn familie: beroemd toonkunstenaar uit de Gouden Eeuw, mst, bibliothèque de l'université d'Amsterdam, 1961.
- (nl) NOSKE, Frits.  « David Janszoon Padbrué: corael-luytslager-vlascoper », Renaissance-muziek 1400-1600: donum natalicium René Bernard Lenaerts (réd. Jozef Robijns et autres), Louvain, 1969, p. 179-186.
- (nl) RASCH, Rudolf.  « Hoofdstuk Acht, De kerken I: Reformatorische richtingen, 8.2. De Hervormde Kerk 1: Psalmgezang », Geschiedenis van de muziek in de Republiek der Verenigde Nederlanden, 1572-1795, p. 11, [En ligne], 7 janvier 2013, réf. du 7 novembre 2014.  [www.hum.uu.nl].